# Æthelmund
Æthelmund est un noble anglo-saxon du VIIIe siècle. Il est ealdorman des Hwicce, un peuple de la région de Worcester soumis à la Mercie, jusqu'à sa mort, en 802.

## Biographie
Æthelmund est le fils d'un certain Ingild, qui occupe le rang d'ealdorman sous le règne d'Æthelbald de Mercie. Il apparaît sur plusieurs chartes des rois Offa, Ecgfrith et Cenwulf, comme témoin ou comme bénéficiaire. La Chronique anglo-saxonne rapporte sa mort au combat : le jour de l'avènement d'Ecgberht du Wessex, en 802, il envahit le Wiltshire à la tête d'une armée, mais il est vaincu et tué à Kempsford par l'ealdorman local Weohstan, qui trouve également la mort durant l'affrontement.

## Mariage et descendance
On lui connaît un fils, Æthelric, par une charte de 804. Cette charte est en fait le testament d'Æthelric, qui promet notamment de faire don de terres à sa mère Ceolburh, vraisemblablement la veuve d'Æthelmund. D'après Jean de Worcester, elle était abbesse à Berkeley, dans le Gloucestershire, et il s'agirait de la même abbesse Ceolburh dont la Chronique anglo-saxonne rapporte le décès en 807,.